# Contea di Mahaska
La contea di Mahaska (in inglese Mahaska County) è una contea dello Stato dell'Iowa, negli Stati Uniti. La popolazione al censimento del 2000 era di 22 335 abitanti. Il capoluogo di contea è Oskaloosa.